# Akershus
Akershus je územněsprávní jednotka v jihovýchodní části Norska. Správním centrem území je hlavní město Oslo, které ovšem nebylo součástí území. Oslo a Akershus měly společného správce – Fylkesmann i Oslo og Akershus. Počet obyvatel dosáhl v roce 2015 čísla 584 899, roku 2023 již 716 020 osob. Rozloha kraje (fylke) je 4 918 km². Akershus hraničil s kraji Innlandet, Buskerud, Oslo, Østfold a se švédským krajem Värmland. Název Akershus je podle jména pevnosti a vzniklo údajně ze staronorského akr+hús = pole+hrad.
1. ledna 2020 vznikl kraj Viken sloučením do té doby samostatných krajů Akershus, Buskerud a Østfold. K reorganizaci územního uspořádání došlo na základě rozhodnutí norského parlamentu (Stortinget) ze dne 8. června 2017, jehož důsledkem byla redukce počtu územněsprávních jednotek z devatenácti na jedenáct. K 1. lednu 2024 byl kraj Viken rozpuštěn a byly obnoveny původní kraje Akershus, Buskerud a Østfold.

## Geografie
Akershus se dělí na čtyři okresy: Vestområdet, Follo, Nedre Romerike, Øvre Romerike. Vestområdet, tvořený z obcí Askeru a Bærumu, byl od zbylé části oddělen nejsevernějším výběžkem Oslofjordu – Vestfjordenem – a městem Oslo. Zatímco Vestområdet leží na západě Akershusu, oblast Follo leží na jihu mezi Oslofjordem na západě a jezerem Øyeren na východě. V Akershusu jsou početná předměstí Osla a Akershus je tak jednou z nejhustěji osídlených oblastí v Norsku, procházejí přes něj hlavní železniční trati spojující Oslo se zbytkem Norska, stejně jako dálnice a silnice – s mnoha křižovatkami a stanicemi jako jsou Asker, Sandvika, Ski a Lillestrøm.
Na severu Akershusu leží jezero Mjøsa,které je odvodňováno řekou Vormou, která se po 25 km vlévá u Årnes zprava do Glommy. Glomma přitéká od severovýchodu a směřuje k jezeru Øyeren, do kterého se vlévá v jeho severní části. Jižní část jezera patří už k Østfoldu. Další jezera jsou Hurdalssjøen na severu a Setten na jihovýchodě.
Na severovýchodě Akershusu, asi 48 km severně od Osla, leží pro Nory historicky významná obec Eidsvoll, v níž Norské Národní shromáždění odsouhlasilo roku 1814 přijetí ústavy. Poblíž je také mezinárodní letiště Gardermoen – ICAO: ENGM. V Askeru má nemovitý majetek norský korunní princ.
Největší města na území kraje Akershusu jsou Lillestrøm, Skedmokorset, Jessheim, Asker a Sandvika.

## Obce
- Ås
- Asker
- Aurskog-Høland
- Bærum
- Eidsvoll
- Enebakk
- Frogn
- Gjerdrum
- Hurdal
- Jevnaker
- Lillestrøm
- Lørenskog
- Lunner
- Nannestad
- Nes
- Nesodden
- Nittedal
- Nordre Follo
- Rælingen
- Ullensaker
- Vestby